# دوتشي (مغنية راب)
جايلا جئمية حكمون (بالإنجليزية: Jaylah Ji'mya Hickmon) مغنية راب أمريكية من مواليد 14 أغسطس 1998.
ولدت في تامبا، فلوريدا. التحقت بمدرسة هوارد دبليو بليك الثانوية في تامبا ونشأت بها وهي تمارس الباليه، ورقص النقر، والتمثيل، والتشجيع، والجمباز.

## روابط خارجية
- دوتشي على موقع IMDb (الإنجليزية)
- دوتشي على موقع ميتاكريتيك (الإنجليزية)
- دوتشي على موقع روتن توميتوز (الإنجليزية)
- دوتشي على موقع روتن توميتوز (الإنجليزية)
- دوتشي على موقع ألو سيني (الفرنسية)
- دوتشي على موقع ميوزك برينز (الإنجليزية)
- دوتشي على موقع أول موفي (الإنجليزية)
- دوتشي على موقع أول ميوزيك (الإنجليزية)
- دوتشي على موقع ديسكوغز (الإنجليزية)
- دوتشي على موقع ديسكوغز (الإنجليزية)